# Раскраски для взрослых
«Раскра́ски для взро́слых» — первый студийный альбом российской певицы Монеточки, выпущенный 25 мая 2018 года.
В «Раскрасках» Монеточка отходит от простых фортепианных песен, записанных дома, в сторону более коммерческих поп-аранжировок с влиянием поп-музыки 1990-х и танцевальной музыки, которые написал Витя Исаев. Основные темы, которые затрагивает альбом — молодость, взросление и любовь. Тексты Монеточки часто отсылают к различным явлениям русской и мировой культур, упоминая и цитируя музыкантов и поэтов, а также к приметам быта молодёжи 2010-х.
Альбом принёс Монеточке огромную популярность в России и стал одним из самых обсуждаемых русскоязычных релизов года. Критики отзывались о «Раскрасках» в целом положительно; многие издания называли его одним из главных российских альбомов года и даже десятилетия. Сама Монеточка после «Раскрасок» стала одним из главных поп-музыкантов России конца 2010-х.

## История создания

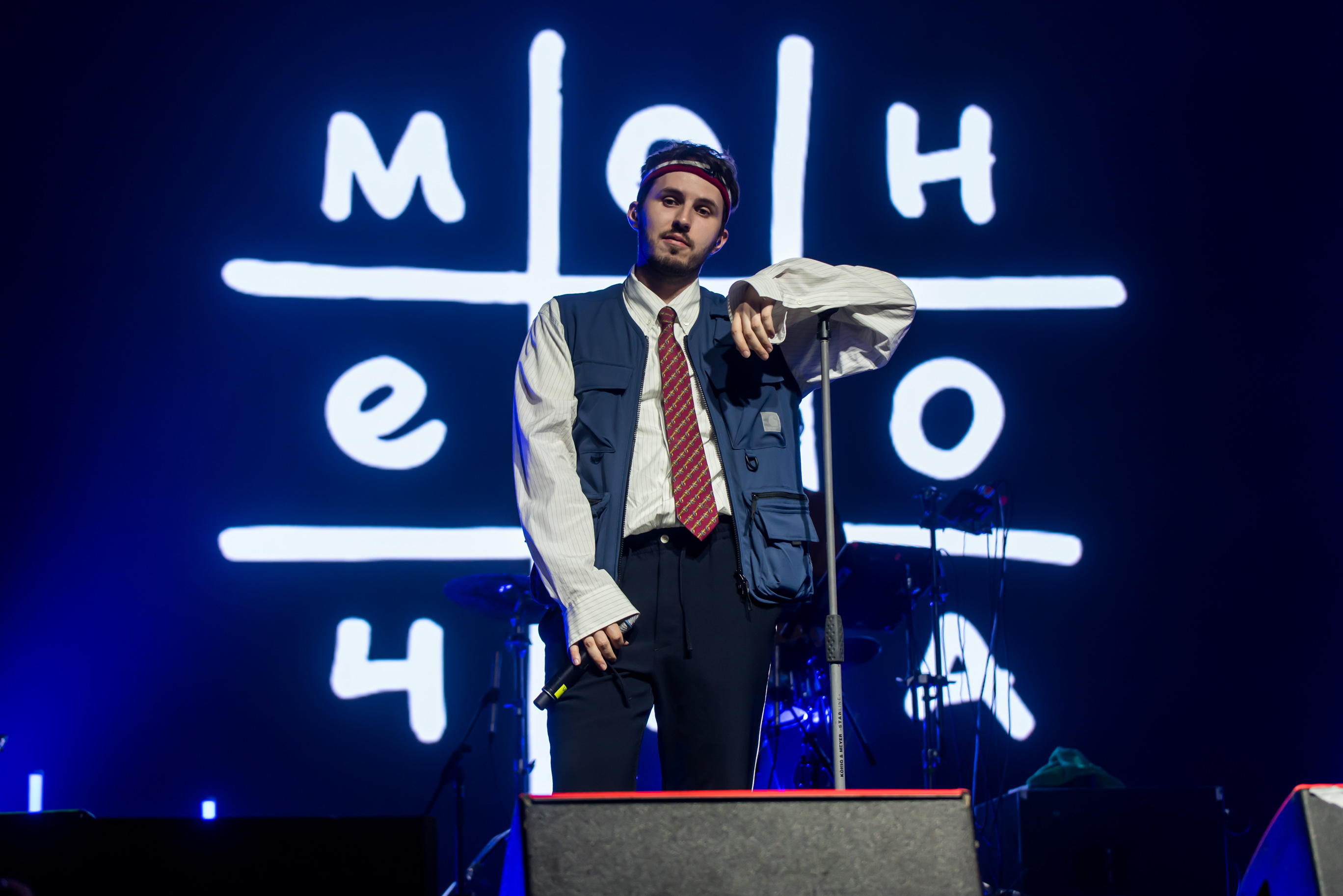
Витя Исаев

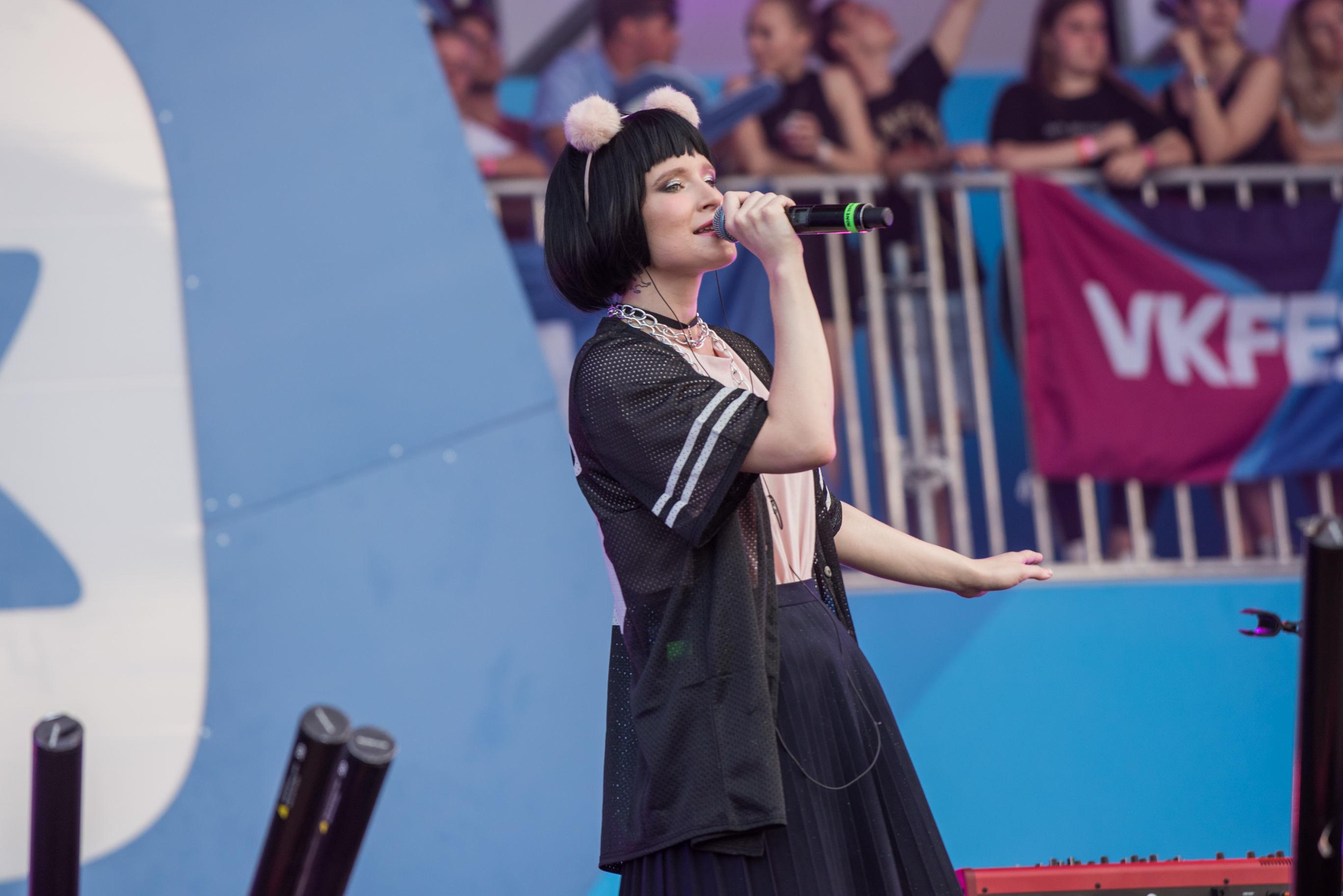
Выступление Монеточки на VK Fest в июле 2018 года

В 2016 году Елизавета Гырдымова под псевдонимом «Монеточка» опубликовала альбом «Психоделический клауд рэп», записанный дома под фортепианные поп-аранжировки. Несмотря на кустарную запись, альбом привлёк к Монеточке внимание музыкальной прессы, а также попал в списки лучших альбомов года по версии «Афиши Daily» и The Flow. После выхода альбома Монеточка упомянула в интервью порталу «Дистопия», какой бы хотела видеть свою музыку в будущем: «Моя мечта — уйти в киберпанк или нечто вроде этого. Чтобы мой голос был, словно электронным, музыка — почти восьмибитной, и тексты о вечности».
Монеточка рассказала, что захотела познакомиться с музыкантом Витей Исаевым после того, как услышала его проект «БЦХ», написала ему, и они встретились. Они начали сотрудничество: в 2017 году певица выпустила сингл «Последняя дискотека», спродюсированный Исаевым. Сингл ознаменовал отход от первоначального «домашнего» звучания Монеточки и был тепло принят критикой, и Монеточка и Исаев начали совместную работу над следующим релизом. В январе 2018 года издание The Village включило предстоящий альбом певицы в число самых ожидаемых альбомов года.
Лейбл «М2», на котором должен был выйти альбом, установил для Монеточки и Исаева дедлайн, к которому релиз должен был быть завершён, — 1 мая 2018 года. «Раскраски для взрослых» появились на стриминговых сервисах 25 мая. В этот же день об альбоме написали многие издания, в том числе Meduza посвятила ей большую статью. 28 мая Монеточка выступила с композицией «Каждый раз» в телепередаче «Вечерний Ургант». 1 июня в клубе Aglomerat состоялась презентация альбома. 2 июня Монеточка выступила на кинофестивале «Кинотавр» в Сочи с песнями «Каждый раз» и «Нимфоманка».
К 4 июня все песни с «Раскрасок для взрослых» оказались в чарте «Яндекс.Музыки». 10 июня Монеточка выступила на фестивале «Боль» в Москве, 28 июля — на VK Fest, а 4 августа — на «Пикнике „Афиши“». В течение июня на некоторых федеральных телеканалах России вышли сюжеты, посвящённые выходу альбома и неожиданной популярности певицы.

### Обложка
Автор обложки — екатеринбургский художник Никита Жижанов, известный под псевдонимами GREEDYART и «Nikita.». Он рассказал, что Монеточка рассказала ему идею про силуэт, который она представляла, а он её реализовал; также он пояснил, что жёлтый круг вокруг головы этого силуэта является не нимбом, а изображением лампочки.

### Видеоклипы
4 июня 2018 года был опубликован видеоклип на песню «Запорожец», режиссёром которого выступил Дмитрий Масейкин. Клип с улетающим в космос автомобилем «Запорожец» должен был отсылаться к запуску автомобиля Tesla Roadster в космос Илоном Маском, но процесс создания затянулся, и выпустить его получилось только через четыре месяца после самого события.
17 августа в калининградском кинотеатре «Заря» в рамках фестиваля «Короче» состоялась премьера видео на песню «90», срежиссированного Михаилом Идовым; 21 августа клип был опубликован на YouTube. Визуально клип является оммажем фильму «Брат» Алексея Балабанова, с цитированием конкретных сцен и образов из фильма. В видео в качестве камео появились музыканты Татьяна Буланова, Гречка, Мистер Малой и Евгений Фёдоров, а также кинокритик Станислав Зельвенский.
2 апреля 2019 года был опубликован клип на песню «Нимфоманка». В нём Монеточка предстала в трёх образах, отражающих разные исторические эпохи, «от советского времени в духе Пугачевой до ютьюб-эры с её хип-хопом, неоном и детским контентом». 5 сентября 2019 года был опубликован четвёртый клип, на песню «Нет монет», в котором покадрово дословно воспроизводится сюжет песни.

## Музыка и лирика
«Раскраски для взрослых» состоят из десяти треков; их жанровую принадлежность в прессе описывали как поп, инди-поп или тин-поп с влиянием электроники, поп-музыки 80-х и 90-х и танцевальной музыки. В песнях альбома певица исследует такие темы, как «взросление и поиск себя», «молодость, любовь, смерть и прочее злободневное», а также с иронических и постмодернистских позиций осмысляет наследие русскоязычной культуры. Вместе с тем в текстах много примет быта современной России и в особенности молодёжи; в отношении альбома в прессе неоднократно использовали выражения вроде «гимн поколения», «манифест поколения», «портрет поколения» и подобные. Обозреватели The Village посчитали, что «в „Раскрасках для взрослых“ собраны почти все языковые маркеры молодых жителей больших городов России конца 2010-х — и как минимум эпоху по ним можно будет изучать». За подробное описание своего времени Монеточку неоднократно сравнивали с Земфирой, а также с Виктором Цоем и писателем Виктором Пелевиным. Сама Монеточка отмечала влияние лирики рэп-музыканта Noize MC на свои тексты, а её общее ироническое настроение сравнивали с творчеством группы «Сатана Печёт Блины», которую она сама также называла в числе вдохновений. Свою лирику на «Раскрасках» она описывает так:
Про мои стихи можно тоже сказать «они простоватые». Но в этом самая соль. Моя творческая задача — закладывать как можно более сложный смысл в как можно более простую оболочку. Я не люблю открытую сложность.Монеточка
Noize MC так описал лирику «Раскрасок»:
В плане построения текста, дискурса, риторики, литературных приемов и языка песни Монеточки — это такой пост-хип-хоп. <...> Уличный сленг, вордплей, неймдроппинг, постмодернистское жонглирование названиями брендов и ссылками на объекты поп-культуры, часто меняющийся ритмический рисунок в куплетах, высокоскоростная подача текста, обильные внутренние рифмы — все это и про рэп, и про песни Монеточки.Noize MC
Монеточка рассказывала, что при написании текстов альбома ей хотелось сочинить в первую очередь более позитивную музыку:
Мне не нравится, что сейчас очень много агрессии, деструктива в России вообще в целом, в информационном поле. Это касается и политики, и это касается музыки. <...> Я хочу научиться делать музыку, которая была бы созидательной, светлой, которая хотя бы не была агрессивной, как рэп.Монеточка
Тексты альбома содержат множество отсылок к явлениям русской культуры: преимущественно поэзии русского Серебряного века (прежде всего Марины Цветаевой и Анны Ахматовой), а также к песне «Хочу перемен!» группы Кино, стихотворениям Александра Пушкина и фильму «Русский ковчег» Александра Сокурова. Многие музыканты или их произведения упоминаются в альбоме напрямую: среди них «Кровосток», Pussy Riot, Стас Михайлов, «Ласковый май», Boulevard Depo и Lil Peep; упоминается также песня «Rape Me» группы Nirvana и самоубийство её лидера Курта Кобейна. Сама Монеточка так ответила на вопрос о скрытых отсылках: «Никаких отсылок я не делала. Я это просто не люблю. Но когда мы записывали альбом, я много читала этих поэтов [Блока, Ахматову, Цветаеву], может, что-то отложилось в подсознании и вылилось в текст».
При этом она так прокомментировала своё образование:
Мне очень не хватает в нашей музыке, в нашей культуре среди молодёжи, вот в этой «новой волне» чуваков с образованием, с каким-то культурным багажом, и я хочу быть... «учёной кошечкой» в русском рэпе.Монеточка
Марина Аглиуллина из Buro 24/7 посчитала, что «признаки, заставляющие записывать Монеточку в молодёжную музыку, а то и вовсе в тин-поп — чисто формальные». Некоторые критики сравнивали звучание альбома с музыкой Moby. Музыкальный продюсер альбома, Витя Исаев, в шоу «Вписка» так охарактеризовал свою музыку: «Весь концепт был [в том, чтобы] <…> поддержать Лизину лирическую сторону музыкальной — такой же. И чтобы она была такой, шутливой, типа, интернетной… ироничной». Монеточка рассказывала, что она предоставила Исаеву полную творческую свободу в музыкальном плане, сосредоточившись на текстах.

## Песни
Название открывающей композиции «Русский ковчег» отсылает к одноимённому фильму Александра Сокурова, а в тексте цитируется одна из реплик фильма («И плыть нам вечно, и жить нам вечно»). В песне Монеточка обильно цитирует явления русской культуры, по её словам, песня — «про ковчег, про русскую культуру. Она плывёт-плывёт, все думают: когда же она уже затонет. А она всё никак не тонет». В числе прочих явлений Монеточка упоминает Виктора Цоя и цитирует композицию «Хочу перемен!» группы Кино, помимо этого в аранжировке содержится музыкальная отсылка к гитарному риффу из «Хочу перемен!». Сергей Мезенов из Colta, рассказывая о песне, сказал, что «у Монеточки хватает всего, что нужно: таланта, ума, наблюдательности, иронии, эмпатии, смелости, наконец, чтобы выступить по такой теме, ну, в общем, блистательно».
Песня «Каждый раз» стала главным хитом с альбома. Сама Монеточка пояснила, что песня повествует о девушке, которая «страшно влюблена <…> но хочет казаться крутой и самостоятельной: „Мне никто не нужен, мне нужны одни стихи!“». Также она сказала, что песня задумывалась как автобиографичная. На текст припева песни Монеточку вдохновила надпись на стене в лестничном проёме в здании бара «Сосна и липа»: «Если бы мне платили за каждый раз, когда я тебя вспоминаю, я была бы бомжом» — эта строчка в несколько изменённом виде стала основой припева. В песне также цитируется название рассказа «Инкогнида» Василия Лебедева-Кумача.
Гармонию «Каждый раз» сравнивали с гармонией композиции «Get Lucky» группы Daft Punk. Монеточка заявила, что по её мнению, совпадение аккордов нельзя считать плагиатом. По словам Исаева, треки «Каждый раз» и «Нимфоманка» были закончены последними, за несколько дней до дедлайна, установленного лейблом. Он также заявил, что «Каждый раз» была написана без расчёта на коммерческий успех.
Песня «Нет монет» вдохновлена танцевальной музыкой и хаус-рэпом, который стал популярен в России в 2010-х. Монеточка  так прокомментировала стиль композиции: «…Ты берешь жанр рэпа о творческом пути и в рамках этого жанра по всем его канонам его высмеиваешь. И музыка должны быть соответствующей. Тоже созданной якобы в этих канонах, но в то же время высмеивать их своей наивностью и простотой». Песня началась с англоязычного вокального семпла, найденного Исаевым, на котором как будто поётся фраза «нет монет».
Композиция «Кумушки» построена вокруг русской народной песни «Ой, кумушки, кумитеся».
Песня «90» высмеивает стереотипы о «лихих 90-х», которые воспроизводятся в том числе и теми, кто родился позже 1990-х годов и этого времени не застал. «Твоё имя», рассказывающая о смерти человека, посвящена дедушке Монеточки. Трек «Запорожец» вдохновлён реальным автомобилем «Запорожец», который был у дедушки.
В заключительной песне «Пост-пост» Монеточка иронически осмысляет наследие постмодернизма и постструктурализма, современный метамодернизм, упоминая Жана-Поля Сартра. Некоторые моменты нарратива песни отсылаются к событиям жизни самой Монеточки: так, лирическая героиня из Екатеринбурга, а упоминаемый в песне «Слава», прообразом которого является музыкант Вячеслав Машнов, с которым Монеточка общалась, уговаривает её бросить институт. Егор Беликов из ТАСС посчитал, что в этой песне не только «самый бронебойный припев за этот год, так даже более того — это абсолютно программное произведение», и назвал её «гимном поколения, которое в сутолоке пост- и метамодерна, оккупировавшего все области жизни, потеряло смысл жизни».

## Реакция

### Критика
Альбом вызвал бурные обсуждения среди слушателей и критиков. Большинство журналистов положительно отозвались об альбоме; многие высоко оценили аранжировки Вити Исаева, а также похвалили тексты, отметив присущую Монеточке иронию.
Обозреватель портала Meduza Александр Горбачёв назвал «Раскраски» лучшим русским поп-альбомом 2018 года, отметив серьёзную работу над музыкой по сравнению с дебютным альбомом и вклад в эту работу продюсера Вити Исаева: «БЦХ дал Монеточке грув, высветил всю неотразимую ясность её мелодий и поместил голос в оптимальное звуковое окружение». Егор Беликов в статье ТАСС назвал «Раскраски» «кажется, главным русскоязычным альбомом за весь 2018 год» и посчитал, что он «довольно зрелый, хотя частично неопытность в нём все же ощущается». Никита Величко из Time Out нашёл в «Раскрасках» «въедающиеся в память рифмы и отличный продакшн». Кирилл Мажай в статье The Village отметил, что «мнения о молодой сенсации диаметрально противоположные: от непринятия и жесточайшей критики до возведения в статус спасительницы русской музыки и самой лучшей певицы в России нового века», но заявил, что Монеточка «прошла гигантский путь <…> до… меметичной поп-звезды с убийственными хуками и качественным продакшеном».
Николай Овчинников посчитал, что альбом представляет «удивительный, слегка наивный взгляд нового поколения на судьбы родины, на 1990-е, на отношения, который звучит не как трёхгрошовый инди, но как настоящий поп-блокбастер». Кирилл Бусаренко из «Канобу» назвал альбом «поэтичным, разноцветным и очень ироничным портретом поколения соцсетей». Сергей Мезенов посчитал, что композиции с альбома «озвучены бодрыми мелодиями, изящно балансирующими на грани идеально-бессмысленной, но энергичной попсы и точнейшей на неё пародии, <…> богаты запоминающимися литературными деталями и при всей своей ласковости фиксируют среднюю температуру по палате довольно безжалостно — как бы бравурно ни полоскались флаги над мачтами русского ковчега, на его борту царит вечная неудовлетворенность». Редакторы «Стороны», обозревая альбом, посчитали, что в лирике «Лиза, кажется, не имеет аналогов на современной российской сцене», а также написали, что «практически все композиции с этой пластинки уже постепенно становятся самостоятельными ироничными гимнами общественной и личной жизни современного поколения в России».
Алексей Мажаев в рецензии для портала InterMedia написал, что «у Монеточки появились „настоящие“ аранжировки, порой довольно сложные — впрочем, вопрос о том, подходят ли они к её высокому голосу, пока остаётся дискуссионным», а также посчитал, что «тексты Монеточки отличаются всё той же глубиной, юмором и парадоксальностью». Борис Барабанов из «Коммерсантъ» высказался менее восторженно, выразив своё удивление от успеха альбома у критиков: «Это странная история, честно говоря, то, что я послушал, меня вообще никак не впечатляет, то есть это для меня какой-то изгиб магнитного поля, связанный скорее с нашими журналистами, нежели с качеством этого материала». Гуру Кен посчитал, что Монеточке удалось отразить «зеркальную искренность поколения 19-летних», но «в сочетании с незамысловатой инди-поп аранжировкой от БЦХ это выглядит отчаянно нелепо», и пожелал ей в будущем «сделать звук отточенно-профессиональным из большой поп-музыки», поставив альбому 6 из 10.

### Признание
Альбом стал громким культурным явлением в России, о нём писали и спорили многие не-музыкальные публицисты. Так, Олег Кашин назвал альбом «феноменом», а Юрий Сапрыкин признался, что «в попытках разоблачить художественную несостоятельность Монеточки прослушал её альбом за лето больше, чем любой другой, выучил половину песен наизусть, посмотрел все видео, сходил на концерт, [теперь] ставлю её друзьям».
Музыкальный обозреватель газеты «Коммерсантъ» Борис Барабанов, несмотря на сдержанную рецензию, назвал трек «Каждый раз» одной из 16 главных песен 2018 года, а об альбоме в целом написал, что с ним певица «сумела сломать рамки независимой сцены и вырваться на поле мейнстрима».
Артемий Троицкий осудил шумиху вокруг альбома, заявив следующее: «Что действительно меня раздражает — это что по поводу Гречки и Монеточки стали апологетически, со слюнями высказываться высоколобые интеллектуальные обозреватели. <…> Это одновременно суперснобизм и пресмыкательство перед неразборчивой молодежью». Так же сдержанно об альбоме отозвался Максим Кононенко, посчитавший, что значение «Раскрасок» переоценено: «это просто альбом, хороший, удачный, получившийся — но просто альбом, здесь и сейчас».
Некоторые подозревали, что неожиданный успех альбома является результатом целенаправленной продюсерской раскрутки, но сама Монеточка заметила, что это не так, несмотря на то, что она общается и советуется с некоторыми личностями из музыкальной индустрии: помимо музыкального продюсера Вити Исаева, в их числе Noize MC и Сергей Мудрик.
На вопрос о причинах внезапной популярности альбома Монеточка ответила так: «В России, если пишут попсу — даже качественную — она обязательно про ссоры, расставания. А музыки с интересным текстом, которая при этом была бы танцевальной, крутой, свежей — почему-то не было давно. Мне кажется, у меня получается делать что-то подобное». Во многих интервью она рассказывала, что не ожидала такой бурной реакции на выход «Раскрасок», и ни она с Исаевым, ни звукозаписывающая компания не рассчитывали на большой успех, а также заявила, что значение альбома, по её мнению, переоценено прессой. Исаев также рассказал, что при выходе «Раскрасок» музыканты не слишком рассчитывали на успех. В другом интервью изданию «Коммерсантъ» Монеточка, однако, сказала следующее: «Я просто очень старалась, и я знаю, что если я прямо стараюсь, то оно всегда ко мне возвращается. И я знала, что он понравится, и я делала на него вот такую большую-большую ставку, и если бы он не понравился, то я бы, наверное… не знаю. Может быть, я бы вообще больше ничего не писала».

### Награды и списки
«Раскраски для взрослых» были неоднократно названы одной из главных или лучших записей 2018 года на русском языке. После выхода альбома Монеточка получила две премии Jager Music Awards — в номинациях «Группа года» и «Сингл года» (за песню «Каждый раз»).
Сайт The Flow поставил композиции «90» на двадцатое место в списке 50 лучших треков 2018 года, «Каждый раз» — на первое, а сам релиз — на первое место в списке лучших альбомов года по версии редакции. По результатам голосования, проводившегося среди читателей The Flow с 9 по 16 января 2019 года, альбом «Раскраски для взрослых» занял третье место среди главных альбомов 2018 года и первое место среди поп-альбомов года.
«Лайфхакер» назвал «Раскраски для взрослых» лучшим альбомом года и самым обсуждаемым русскоязычным альбомом года. Издания Meduza, «Канобу», «РокКульт», «Инде», «Сторона», а также российская редакция Time Out и «GQ Россия» включили альбом в число главных или лучших русскоязычных альбомов 2018-го. The Village включили «Раскраски» в список лучших альбомов первого полугодия 2018 года.
«Раскраски» попали в списки главных культурных явлений и главных русскоязычных альбомов 2010-х по версии The Village, а также в списки главных альбомов десятилетия Meduza и главных русскоязычных альбомов десятилетия российской редакции Time Out. Альбом также попал на 30-е место в списке лучших альбомов постсоветской музыки, собранный изданием «Афиша Daily» в 2022 году.

### Чарты
Альбом имел значительный успех на стриминговых сервисах. После выхода альбома все его песни попали в чарт 100 самых прослушиваемых треков в «Яндекс.Музыке». В первую неделю «Раскраски для взрослых» оказались на 2 месте среди альбомов в российских чартах Google Play, Apple Music и iTunes. Через неделю альбом поднялся на 1 позицию в iTunes и Apple Music и вновь попал на 1 позицию 15 июля. 17 июля альбом попал на 1 позицию в Google Play. Долгое время «Раскраски» оставались в числе десяти самых популярных альбомов в этих чартах, окончательно покинув их только в октябре 2018 года.
Песня «Нимфоманка» стартовала на 1 месте в чарте «Яндекс.Музыки», 10 июня оказалась на 5 месте в чарте композиций Apple Music, а 19 июня — на 7 месте в чарте «ВКонтакте». Наибольшую же популярность имела песня «Каждый раз». Стартовав на 7 месте в «Яндекс.Музыке», 26 июня она оказалась на 1 месте и держалась там в течение месяца. В чарте Apple Music песня появилась 10 июня на 1 позиции. В чарте «ВКонтакте» она стартовала с 28 места и 19 июня достигла пиковой позиции — 4 места. «Каждый раз» ушла из числа десяти самых прослушиваемых композиций в Apple Music в июле, в «ВКонтакте» — в августе, а в «Яндекс.Музыке» — только в октябре.
| Год  | Песня      | Чарт                               | Высшая позиция |
| ---- | ---------- | ---------------------------------- | -------------- |
| 2018 | Каждый раз | Top Radio & YouTube Hits от TopHit | 45             |
| 2018 | Нимфоманка | Top Radio & YouTube Hits от TopHit | 57             |
| 2018 | 90         | Top Radio & YouTube Hits от TopHit | 50             |

Альбом отметился в итогах года стриминговых сервисов в России. «Яндекс.Музыка» назвала Монеточку «прорывом года», «Раскраски для взрослых» — российским «поп-альбомом года», а песня «Каждый раз» оказалась на 6 месте в списке самых прослушиваемых песен года. В «ВКонтакте» «Каждый раз» оказалась на 21 месте в списке 30 самых популярных треков 2018 года, а сам альбом — на 4 месте среди 10 самых популярных альбомов. В Apple Music «Раскраски для взрослых» оказались на 2 месте среди самых прослушиваемых в России альбомов в 2018 году, а «Каждый раз» — на 5 месте среди песен.

## Список композиций
| №                   | Название            | Длительность |
| ------------------- | ------------------- | ------------ |
| 1.                  | «Русский ковчег»    | 3:33         |
| 2.                  | «Каждый раз»        | 3:28         |
| 3.                  | «Нимфоманка»        | 2:40         |
| 4.                  | «Нет монет»         | 4:38         |
| 5.                  | «Ночной ларёк»      | 2:44         |
| 6.                  | «Кумушки»           | 3:32         |
| 7.                  | «90»                | 3:21         |
| 8.                  | «Твоё имя»          | 3:01         |
| 9.                  | «Запорожец»         | 2:49         |
| 10.                 | «Пост-пост»         | 3:47         |
| Общая длительность: | Общая длительность: | 33:33        |

## Участники записи
- Елизавета Гырдымова (Монеточка) — вокал, клавишные[20]
- Витя Исаев (БЦХ) — аранжировки[20]
- Никита Жижанов (Nikita.) — оформление[17]

## Издания
| Регион | Год  | Лейбл          | Формат               | Каталог     |
| ------ | ---- | -------------- | -------------------- | ----------- |
| Россия | 2018 | М2             | Цифровая дистрибуция | нет         |
| Россия | 2018 | Мистерия звука | CD                   | CD-M2+678-1 |
| Россия | 2019 | Мистерия звука | LP                   | LP-M2+678-1 |